# Maladie de surcharge en esters de cholestérol
La maladie de surcharge en esters de cholestérol est une maladie génétique consécutive à une mutation sur le gène LIPA avec déficit en lipase acide lysosomale. Sa forme grave et précoce correspond à la maladie de Wolman. Il s'agit de l'une des causes de l'hypercholestérolémie familiale.

## Mécanisme
Le déficit en lipase acide lysosomale entraîne une accumulation d'esters de cholestérol et de triglycérides, avec dégradation du foie débutant par une stéatose et conduisant à une insuffisance hépatocellulaire et une cirrhose.

## Épidémiologie
La maladie concernerait entre un patient sur 90 000 et un patient sur 170 000.

## Description
L'hépatomégalie (gros foie) est constante et la splénomégalie (grosse rate) fréquente.
La biologie montre une augmentation du LDL cholestérol, des triglycérides, une diminution du HDL cholestérol, des perturbations du bilan hépatique (augmentation des transaminases).
La biopsie hépatique montre une stéatose micro védiculaire avec fibrose.

## Évolution
Le pronostic est essentiellement hépatique avec insuffisance hépatocellulaire et cirrhose. Il existe également un athérome précoce avec les complications y attenant (infarctus du myocarde, accident vasculaire-cérébral…).

## Traitement
Il repose sur la prescription de statines qui diminuent ainsi le taux sanguin de cholestérol. Une transplantation hépatique est parfois proposée mais avec un risque théorique de récidive sur le greffon.
L’administration hebdomadaire de sébélipase alfa (en), une enzyme recombinante en cours d'étude[Quand ?] et remplaçant la lipase acide lysosomale, permet une amélioration du bilan lipidique et la réduction de la surcharge hépatique en graisse.